# Фельдштейн, Михаил Соломонович
Михаил Соломонович Фельдштейн (9 (21) февраля 1885, Москва — 20 февраля 1939, там же) — политический деятель, правовед, историк философии.

## Биография

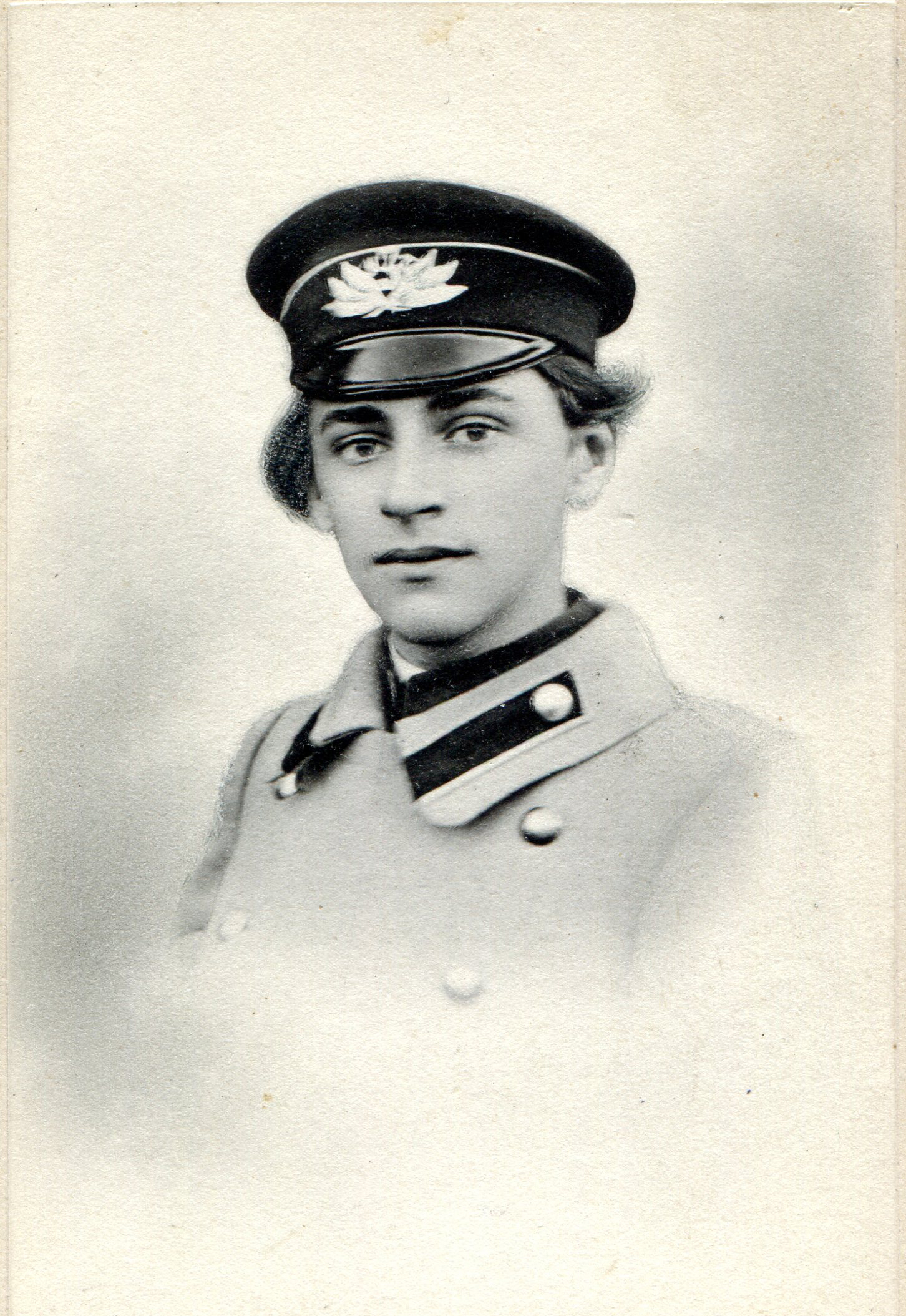
Гимназист, конец 1890-х.

Из разночинцев. Родился в семье юриста Соломона Григорьевича Фельдштейна и писательницы и драматурга Рашели Мироновны Хин. При аресте в 1938 году в анкете указал национальность «русский».
Окончил 3-ю московскую гимназию (1903) и юридический факультет Московского университета с дипломом 1-й степени (1908). В 1908 году по решению факультета оставлен при университете для приготовления к профессорскому званию по кафедре государственного права, однако попечитель Московского учебного округа не утвердил это определение по мотивам «неблагонадёжности» (Фельдштейн участвовал в студенческом движении в 1905 году). Продолжил обучение на историко-филологическом факультете по историческому отделению (занимался историей Французской революции и Франции XIX века). В Получив от юридического факультета (1911) командировку для научных занятий за границей, ушёл с последнего курса историко-филологического факультета и выпускных экзаменов не сдавал. Вернувшись из Германии (1912), сдал экзамены на степень магистра государственного права на юридическом факультете. Для подготовки магистерской диссертации командирован за границу (1914), но вынужден вернуться из Парижа из-за начавшейся войны. Зачислен приват-доцентом (1913) на кафедру государственного права Московского университета и преподавал на юридическом факультете до 1919 года, а затем избран штатным доцентом факультета.
Летом 1917-го был делопроизводителем Комиссии по выборам в Учредительное собрание. С 1919 года — профессор юридико-политического, позднее правового отделения МГУ. В эти годы работал на социально-экономическом факультете Иваново-Вознесенского политехнического института. В первой половине 1920-х в Государственном институте слова читал курс «Ораторы Великой Французской революции».
В 1921—1923 годах — профессор кафедры публичного права факультета общественных наук.

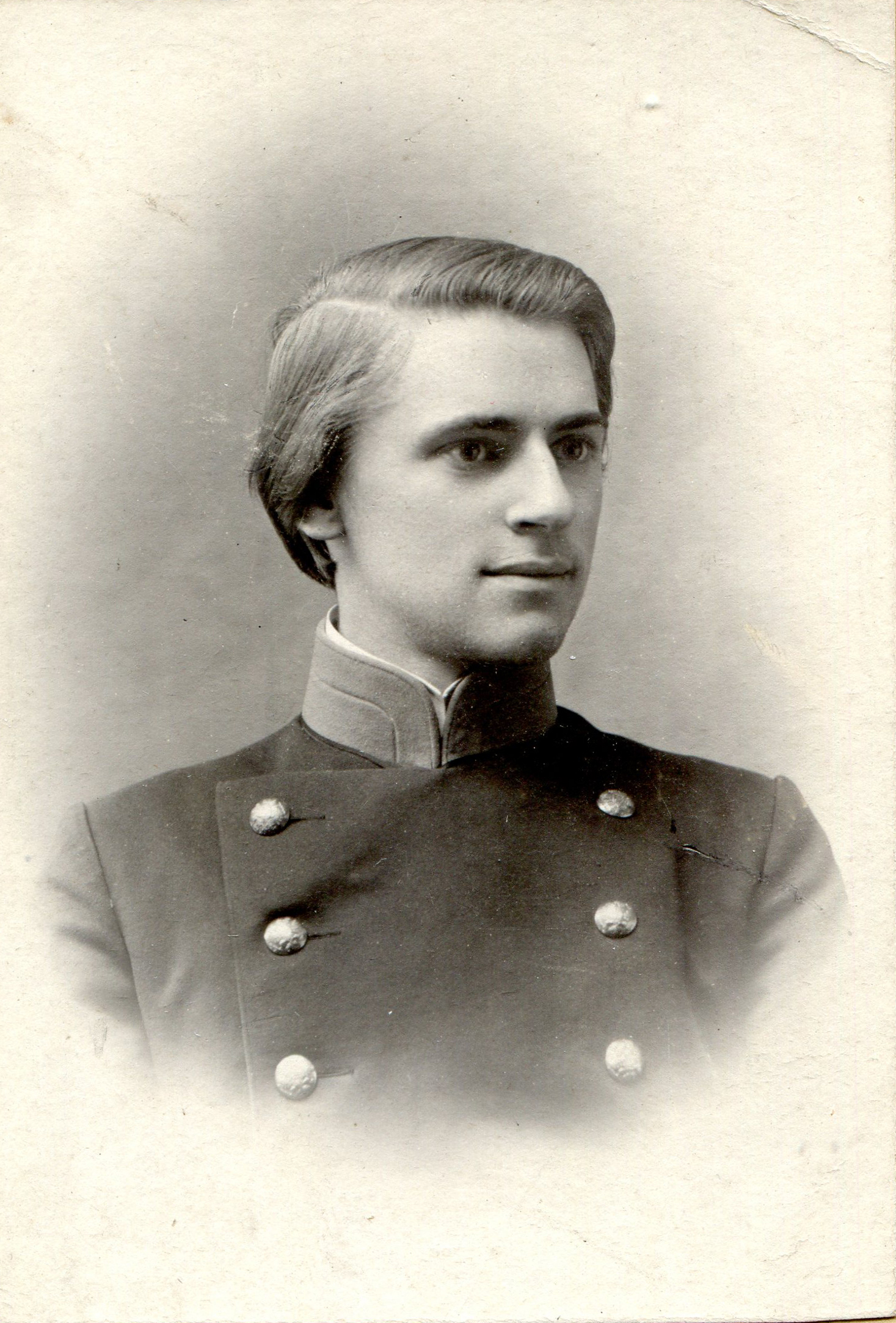
Студент, май 1905.

В 1922—1923 годах — действительный член НИИ теории и истории права при факультете общественных наук. Читал курсы «История государственных форм и политических учений», «Конституционная история 3-й республики во Франции с обзором внешних отношений». В 1922 году вошёл в состав учредителей «Вольной академим духовной культуры» при попытке возобновить её после высылки Бердяева. В 1922—1927 годах — консультант иностранного отдела ВСНХ. С лета 1927 года — помощник редактора журналов «Советская торговля» и «Вопросы торговли». Специалист по истории политических учений. Профессор Института народного хозяйства имени К. Маркса. Принадлежал к ближайшему окружению Андрея Белого.
Переводил для издательства «Academia» Макиавелли. Работал юрисконсультом в Обществе помощи политзаключенным на безвозмездной основе.
В 1932—1938 годах — научный консультант и главный библиотекарь Всесоюзной публичной библиотеки имени Ленина.
У М. С. Фельдштейна была библиотека в 1400 книг по юриспруденции, истории философии. Художник Л. Л. Квятковский выполнил для него книжный знак, на нём были надпись «Ex libris М. С. Фельдштейн» и средневековый рыцарь в боевых доспехах.

### Аресты
28 февраля 1920 года арестован органами ВЧК по обвинению в принадлежности к так называемым Национальному центру и Тактическому центру — организациям, созданным, по мнению ЧК, с целью свержения Советской власти. 22 мая 1920 года освобождён из-под стражи до суда под подписку о невыезде. Приговором Верховного ревтрибунала при ВЦИК от 20 августа 1920 года признан виновным «в сотрудничестве с контрреволюционной организацией в целях свержения советской власти путём вооруженного восстания» приговорён к расстрелу с заменой условным тюремным заключением сроком на 5 лет, освобождён из-под стражи в зале суда. (18 ноября 1992 года реабилитирован). Согласно рассказу самого Фельдштейна его «выцарапал» из тюрьмы Винавер, имевший большие связи.

М. С. Фельдштейн, начало 1930-х.

Вторично арестован 16 августа 1922 года совместно с С. Е. Трубецким по делу антисоветских деятелей издательства «Берег». Утверждалось, что он посещал нелегальные собрания антисоветской группы на квартире Авинова. Было предъявлено обвинение в том, что он «с Октябрьского переворота до настоящего времени не примирился с существующей в России рабоче-крестьянской властью, а, наоборот, занимался антисоветской деятельностью». По постановлению Коллегии ГПУ от 21 августа 1922 года должен был быть выслан из РСФСР за границу. Не позднее 23 августа освобождён после заявления о желании выехать за границу за собственный счёт, дал обязательства в недельный срок закончить свои дела и выехать за границу. Однако Фельдштейн обратился с просьбой разрешить ему остаться в Москве и распоряжением И. С. Уншлихта от 24 августа 1922 года была высылка отменена. По рассказам самого Фельдштейна на этот раз ему помог Бухарин.
Вновь арестован 26 ноября 1927 года по обвинению в связи с сотрудниками иностранных миссий. Постановлением Коллегии ОГПУ от 11 декабря 1927 года из-под стражи освобождён под подписку о невыезде из Москвы. Но следствие было продолжено. Постановлением Коллегии ОГПУ от 23 мая 1932 года дело прекращено.

М. С. Фельдштейн, конец 1930-х ?.

26 июля 1938 года арестован по обвинению в том, что «с 1921 года до дня ареста являлся одним из руководителей подпольной кадетской организации в Москве, а также в том, что являлся немецким агентом, вёл на территории СССР разведывательную работу в пользу Германии». Военной коллегией Верховного суда СССР от 20 февраля 1939 года приговорён к расстрелу. Приговор приведён в исполнение в тот же день. Место захоронения праха — Москва, Донское кладбище, могила № 1. По словам современников, приговор был объявлен как «10 лет без права переписки» 23 мая 1957 года определением Военной Коллегии Верховного Суда СССР от дело прекращено за отсутствием состава преступления, а сам М. С. Фельдштейн реабилитирован.

## Облик
Перед мысленным моим взглядом стоял красавец Фельдштейн, похожий на постаревшего Шиллера, с неизменной трубкой в зубах, кокетливо склонявший свою голову направо, улыбавшийся голубыми глазам и встряхивавший шапкой желто-седых волос. <…> Михаил Соломонович был действительно влюбчив, но и в него нельзя было не влюбиться — так он был красив, а главное — пленителен, благожелателен, остроумен. К иронии он прибегал как к самозащите от сложностей своей личной жизни, от боли за то, во что превратилась Россия, и насмешка зажигала в его глазах мгновенный почти демонический блеск.
Специалист по государственному праву и истории государственного права, по истории политических учений и институтов публичного права. Владел 8-ю иностранными языками, занимался переводами юридических и политических сочинений европейских авторов. Написал ряд статей для БСЭ. С 1913 года и до конца жизни входил в круг близких друзей поэтов М. А. Волошина, К. Д. Бальмонта и М. И. Цветаевой.

## Сочинения
- Котляревский С. А., Фельдштейн М. С. Политическая карта Европы после Версальского мира. — М., 1922. — 22, [1] c.

## Семья

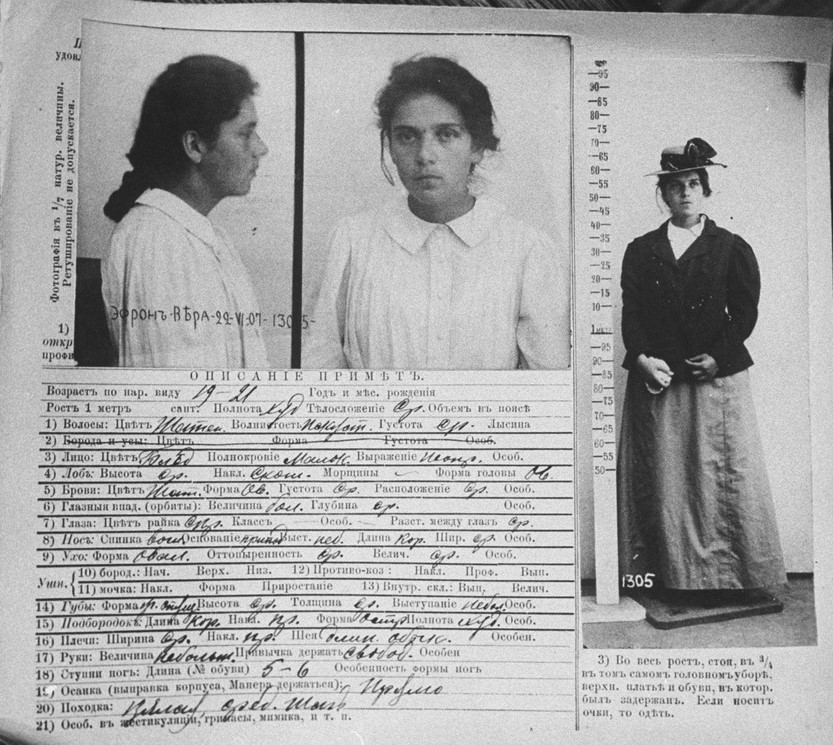
Жандармская учётная карточка В. Эфрон, 1907 г.

- Первая жена (1909—1918) — Ева (Эва) Адольфовна Фельдштейн (урождённая Леви, 1886—1964), художница[20].
  - Дочь — Татьяна[4][21].
  - Дочь — Елена (Лёля)[4][21][22].
- Вторая жена (с 1919) — Вера Яковлевна Эфрон (1888—1945), библиотекарь, сестра С. Я. Эфрона, племянница писателя С. К. Эфрона.
  - Сын — Константин Михайлович Эфрон (1921—2008) — биолог, деятель природоохранного движения в СССР, председатель секции Охраны природы Московского общества испытателей природы, сохранивший многочисленные реликвии семьи Цветаевых-Эфрон (известный в семье и среди биологов под домашним именем Кот)[23][24][25][26][27][28][29][30][c].
- Двоюродная сестра — искусствовед Алиса Гуговна Левенталь (1895—1951), с 1925 года была замужем за поэтом Дмитрием Усовым, с которым её познакомила общая подруга Фельдштейна и Усова Марина Цветаева (последний был дружен с Мариной Цветаевой, которая и познакомила его кузену с Усовым)[32]. До своего брака в середине 1920-х годов, А. Г. Левенталь воспитывалась тётей и жила в одной семье с Михаилом Фельдштейном.

## В искусстве
К Фельдштейну обращены два стихотворения М. И. Цветаевой 1913 года: «Мальчиком, бегущим резво…», «Я сейчас лежу ничком…».

## Адреса
- 1922 — Москва, ул. Сивцев Вражек пер., дом 15, кв. 2. (соседи по коммунальной квартире — Бердяев Глеб Сергеевич, Граусман Александр Яковлевич)[33]
- 1938 — Москва, ул. Фурманова, д. 6, кв. 7[17]

## Комментарии
1. ↑  По словам Николая Любимова, Фельдштейн будучи евреем по происхождению «то ли был крещён в детстве, то ли перешёл в православие»[4]. На самом деле, его мать — писательница Рашель Хин — в 1880-х годах для развода с отцом Михаила Фельдштейна приняла католичество.
2. ↑  По-видимому, этим приговором объясняется часто появляющаяся дата смерти 1944[18].
3. ↑  Среди постоянных дарителей музея — Константин Михайлович Эфрон, сын Веры Яковлевны Эфрон и Михаила Соломоновича Фельдштейна. Участник Великой Отечественной войны, географ, эколог, К. Эфрон сохранил многие реликвии своей семьи. Он передал в Музей произведения живописи, принадлежащие кисти юной Елизаветы Петровны Дурново (матери С. Эфрона), копии двух картин: И. Н. Крамского «Обиженный еврейский мальчик» и Ф. А. Моллер «Спящая девушка», 1840-е годы, рисунки Е. Дурново. В музей от К. Эфрона поступили также фотографии членов семьи[31].